# La Real Fábrica de Relojes y la Real Escuela de Relojería
La Real Fábrica de Relojes y la Real Escuela de Relojería, vinculadas entre sí, fueron dos instituciones tecnológicas españolas de corta vida (finales del siglo XVIII). Eran características de las Manufacturas Reales o Reales Fábricas de inspiración colbertista. La Real Fábrica estuvo en funcionamiento de 1788 a 1793, y la Real Escuela desde 1770.
Se fundaron por iniciativa real en la corte de Carlos III. Tanto este rey como su hijo Carlos IV eran muy aficionados a la relojería, y para sus colecciones de relojes solían recurrir a relojeros británicos como John Ellicott o a relojeros franceses.
La Real Escuela fue dirigida por el sacerdote Vicente Sion y contaba con el maestro suizo Abrabam Matthey. Compitieron por dirigir la Real Fábrica Manuel Gutiérrez y los franceses hermanos Chârost (Felipe Charost y Pedro Charost, que en 1756 habían construido un reloj astronómico para uso de la marina y la artillería españolas).
Estas instituciones, sus relojeros y sus obras, muy vinculados a la demanda de objetos de lujo para decoración de los Palacios Reales (véase Patrimonio Nacional), no disfrutaron de gran continuidad al verse muy afectados por cierres y traslados debidos a las coyunturas políticas de la época. Su producción no pudo ser muy abundante, y no se han conservado muchos ejemplos (uno de los pocos relojes de caja alta que aún se conservan de la Real Fábrica de Relojes de Madrid, realizado por José López de Cruz). Curiosamente, ese nombre aparece como procesado por la Inquisición en 1794.
Se editaron tres libros sobre el tema de la relojería en la España el siglo XVIII.